# راب سورچر
راب سورچر (انگلیسی: Rob Sorcher؛ زادهٔ ۲۲ دسامبر ۱۹۶۱) مدیر اجرایی تولید اهل ایالات متحده آمریکا است. وی همچنین برندهٔ جوایزی همچون جوایز امی ساعات پربیننده شده‌است.